# Intron

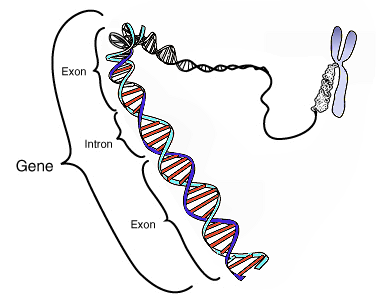
Hình vẽ minh hoạ vị trí của các exon và intron trong một gen.

Intron (phát âm tiếng Anh: /ɪn tr'ɒn/, tiếng Việt: "intrôn") là trình tự nucleotide không có chức năng mã hoá trong một gen.
Chúng thường xuất hiện trong các loài sinh vật nhân thực và không được tìm thấy trong các loài sinh vật nhân sơ (đôi lúc được tìm thấy trong các loài vi khuẩn cổ). Trong một gen nhân thực, chúng thường xen giữa các đoạn DNA có mã hóa gọi là exon, từ đó tạo thành gen phân mảnh (gene in pieces). Sau khi gen tiến hành phiên mã xong, những đoạn intron sẽ bị loại bỏ khỏi phân tử RNA qua quá trình xử lý RNA (cũng gọi là chế biến RNA, tức RNA splicing). Cơ chế này chỉ được thực hiện ở các tế bào nhân thực. Các đoạn intron này sẽ tự xúc tác cho chính phản ứng cắt nó ra khỏi đoạn mRNA (những đoạn RNA có tính chất như vậy được gọi là ribozyme) từ đó làm cho các đoạn exon gắn lại với nhau và nhờ vậy quá trình dịch mã có thể diễn ra liên tục. Sau đó các mRNA được vận chuyển ra khỏi nhân tế bào. Số lượng và chiều dài của các intron khác nhau tuỳ từng loài. Ví dụ loài cá nốc hổ có rất ít intron. Trong khi đó động vật có vú và thực vật có hoa lại có rất nhiều intron, và thậm chí những intron có chiều dài lớn hơn so với các êxôn thuộc cùng gen.
Về nguồn gốc intron thì chưa rõ ràng, nhưng một phần được cho là từ những đoạn của gen nhảy (tranposon gen), một phần là do sự xâm nhập của các virus cổ khi xâm nhập vào tế bào sinh dục hay phôi giai đoạn sớm thì chúng gắn đoạn gen của chúng vào đoạn gen của con người và chưa biểu hiện ra cho đến khi có một tác động nào đó làm cho chúng biểu hiện và phát bệnh (kiểu như bệnh HIV/AIDS). Qua thời gian các đoạn gen này bị đột biến hay do tác nhân ức chế nào đó (có thể là do chính vật chủ) làm cho chúng bị bất hoạt. Đôi khi các virus ngày nay khi xâm nhập vào cơ thể có thể làm cho các đoạn gen này trở nên hoạt động và gây nên một số bệnh ung thư. Một nhà khoa học cũng đã tiến hành một cuộc thí nghiệm chứng minh cho điều này. Ông đã có tái tạo lại một virus cổ từ bộ gen người. Bài báo đã được đăng trên tạp chí Nature. Các đoạn intron này cũng có thể chứa những "đoạn mã hóa tổ tiên" (old code) mã hóa cho các biểu hiện đã được bị bất hoạt của tế bào hay con người ví dụ như tế bào tiết chất nhầy (ung thư dạ dày),có "gai", bất tử, tăng sinh nhanh v.v.
Các đoạn intron theo kiểu virus gắn vào chiếm đến 8% bộ gen người. Hiện nay vai trò của intron đã được các nhà khoa học nhìn nhận và đang tiến hành tìm hiểu. Một trong số đó cho rằng intron có liên quan đến sự biểu hiện của gen. Và khi có đột biến nào xảy ra trên intron thì cũng làm thay đổi khả năng biểu hiện của gen.